# Замок Дандрам (Дублін)
Замок Дандрам (англ. Dundrum Castle) — один із замків Ірландії, розташований в графстві Дублін. Колись міцна фортеця, нині від замку лишилися вбогі руїни.

## Історія замку Дандрам
Замок Дандрам, що стоїть в графстві Дублін, був побудований у ХІІІ столітті англо-норманськими феодалами для захисту захоплених земель від ірландських кланів, які намагалися ці землі собі повернути. У 1365 році замок і земля навколо нього були даровані Вільяму Фітц-Вільяму. Замок довгий час був резиденцією феодалів родини Фітц-Вільям, але потім вони переїхали в замок Багготрат. Замок довгий час стояв занедбаний і руйнувався. У 1590 році замок Дандрам був відремонтований сером Річардом Фітц-Вільямом. Останнім феодалом роду Фітц-Вільям, що жили в цьому замку був Вільям Фітц-Вільям — ІІІ віконт Фітц-Вільям. Родина залишила цей замок у 1653 році, хоча і після того продовжувала володіти замком і землями Дандрам. Замок знову був закинутий і руйнувався. У XVIII столітті замок Дандрам був серйозно перебудований — біля старих руїн був побудований новий замок Дандрам. Остін Купер у 1780 році побував у цьому замку і написав: «Замок Дандрам заселений і в прекрасному стані». Але він мав на увазі новий замок Дандрам — старий замок лежав в руїнах. Руїни замку збереглися до нашого часу.